# Eparchie Cholm
Die Eparchie Cholm war eine orthodoxe Diözese 1223 bis 1596 im heutigen östlichen Polen und der westlichen Ukraine. Nach dem Übertritt von Dionysios Zbirujski 1596 bestand bis 1875 eine unierte Eparchie Chełm–Bełz weiter.

## Geschichte

### Entstehung
Die Eparchie Cholm wurde 1223 durch Fürst Daniel Romanowitsch von Galizien in Ugoresk aus einem Teil der Eparchie Wolhynien gegründet. 1240 wurde ihr Sitz nach Cholm (Chełm) verlegt.

### Gebiet
Sie umfasste das Gebiet des späteren Chełmer Landes und des Fürstentums Bels, später auch das nördliche Podlachien mit Horodlo, Kamin-Kaschyrskyj, Ratne und Ljuboml. 1303 gehörte sie zur Metropolie Galizien.

### Königreich Polen
Seitdem das Gebiet ab 1377 zum Königreich Polen gehörte, wuchs der Einfluss der römisch-katholischen Kirche.
Seit 1590 war Bischof Dionysios an der Entstehung einer Union der ruthenischen orthodoxen Kirche mit der katholischen Kirche in Polen-Litauen beteiligt. 1596 gehörte er zu den Unterzeichnern der Brester Union, die die unierte Kirche nach sich zog. Die Eparchie ging auf die unierte Kirche über.
Im 17. Jahrhundert wurden noch drei orthodoxe Bischöfe für Cholm eingesetzt, allerdings ohne reale Amtsausübung.

### Russland
Die Gläubigen der unierten Kirche befanden sich mehrheitlich auf österreichischen und russischen Teilungsgebiet. Anfangs war die russische Verwaltung gegenüber der griechisch-katholischen Kirche tolerant eingestellt. Da die Mehrheit des unierten Klerus aber während der polnischen Aufstände 1830, 1848 und 1863 eine pro-polnisch orientierte Haltung einnahm, änderte sich nach der Niederschlagung des polnischen Aufstandes 1831 die russische Politik gegenüber der unierten Kirche. Zunächst wurden die Anhänger einer weitgehenden Latinisierung des byzantinischen Ritus aus der unierten Synode entfernt,  1833 die griechisch-katholische Hierarchie in Wolhynien aufgehoben und das Mariä-Entschlafens-Kloster (Potschajiw) an orthodoxe Mönche übergeben. 1839 widerrief eine belorussische unierte Synode in Polotsk die Union von Brest und trat mit den verbliebenen unierten Gemeinden und Klöstern in Weißrussland zur Orthodoxie über. 1875 wurde das letzte unierte Bistum in Chełm aufgelöst, mit dem die griechisch-katholische Kirche auch in den russischen Gouvernements Siedlce und Lublin aufgelöst wurde. Die verbliebenen Pfarreien der Unierten wurden der orthodoxen Kirche eingegliedert. Jedoch nicht alle unierten Gläubigen wollten diesen Schritt mitvollziehen. Eine Gegenwehr überzeugter griechisch-katholischer Gläubiger im Chełmer Land ging bis zum Übertritt von unierten Gläubigen zur römisch-katholischen Kirche 1905.

## Einzelbelege
1. ↑  Papst: „Eine Synode ist kein Parlament“ | ostkirchen.info. Abgerufen am 4. September 2023.
2. ↑  Orthodoxe Kirche in Polen. Abgerufen am 4. September 2023 (deutsch).